# Ильменское озеро
Ильме́нское или Ильме́нь, а также Именкуль (от баш. имен — безопасно) — озеро, расположенное на Южном Урале возле южной оконечности Ильменского хребта на территории города Миасс Челябинской области. На северной окраине озера расположена железнодорожная станция Миасс I Южно-Уральской железной дороги на историческом ходе Транссибирской магистрали. Высота над уровнем моря — 331,4 м. Водоём имеет форму, близкую к овалу, вытянутому с северо-запада на юго-восток. Площадь — 4,76 (по другим данным — 4,56) км². Максимальная глубина — 6,1 метра, средняя — 3 метра.
По северному и восточному берегу озера проходит автомобильная дорога Миасс — Чебаркуль и железная дорога Уфа — Челябинск, кроме того, на северном берегу расположены здания, входящие в городскую застройку Миасса. Западный берег — рекреационная зона: на западном берегу расположены база отдыха (ранее — Ильменская турбаза) и детский оздоровительный лагерь «Чайка». Там же, между базой и лагерем в 1973—1982, 1987, 1988, 1991—2014 проходил Ильменский фестиваль авторской песни. Восточный берег далее дорог не используется в хозяйственной деятельности, так как находится на территории Ильменского заповедника. Южный берег заболочен.
Придонные участки богаты илом и густо поросли водной растительностью (харовые, рдест, роголистник).
Уникален животный мир берегов водоёма. Учёные из Ильменского заповедника обнаружили здесь редко встречающиеся виды стрекоз, а члены местного общества охотников и рыболовов то и дело фиксируют здесь местонахождение речной выдры, которая занесена в Красную книгу области.
Озеро подпружено дамбой, сток из озера впадает в реку Миасс.